# Туймази
Туймази́ (рос. Туймазы́) — місто в Росії, адміністративний центр Туймазийського району Башкортостану.
Місто розташоване в центрі Бугульмінсько-Белебєєвської піднесеності на березі річки Усень. Своїм виникненням зобов'язаний прокладці в цьому краю в 1912 році залізничної гілки, найкоротшим шляхом, що з'єднала Поволжя і центр Башкирії. Пізніше додалися ділянка «Самара — Уфа — Челябінськ» федеральної автомагістралі М5 і система трубопроводів, які перетворили Туймази в могутній транспортний вузол.

## Населення
Чисельність населення міста становить 65 706 осіб (2008).
| Рік  | Населення |
| ---- | --------- |
| 1939 | 9,2       |
| 1959 | 23,4      |
| 1970 | 37,0      |
| 1989 | 57,9      |
| 2002 | 66,7      |
| 2008 | 65,7      |